# A nulláról kezdve
A nulláról kezdve (eredeti cím: From Scratch) 2022-es amerikai romantikus drámasorozat, amelyet Attica Locke és Tembi Locke alkotott, Tembi Locke From Scratch: A Memoir of Love, Sicily and Finding Home című regénye alapján. A főbb szerepekben Zoë Saldana, Eugenio Mastrandrea, Danielle Deadwyler, Judith Scott és Kellita Smith látható.
Amerikában és Magyarországon 2022. október 21-én mutatta be a Netflix.

## Szereplők

### Főszereplők
| Szereplők | Színész             | Magyar hang       |
| --------- | ------------------- | ----------------- |
| Amy       | Zoë Saldana         | Gáspár Kata       |
| Lino      | Eugenio Mastrandrea | Karácsonyi Zoltán |
| Zora      | Danielle Deadwyler  | Bánfalvi Eszter   |
| Maxine    | Judith Scott        | Makay Andrea      |
| Lynn      | Kellita Smith       | Bognár Gyöngyvér  |
| Filomena  | Lucia Sardo         | Eredeti hang      |
| Giacomo   | Paride Benassai     | Eredeti hang      |
| Biagia    | Roberta Rigano      | Eredeti hang      |
| Hershel   | Keith David         | Faragó András     |

### Mellékszereplők
| Szereplők  | Színész           | Magyar hang            |
| ---------- | ----------------- | ---------------------- |
| Filippo    | Lorenzo Pozzan    | Eredeti hang           |
| Andreas    | Peter Mendoza     | Gacsal Ádám            |
| Silvio     | Jonathan D. King  | Hám Bertalan           |
| Ken        | Terrell Carter    | Papp Dániel            |
| Dr. Atluri | Saad Siddiqui     | Horváth-Töreki Gergely |
| Preston    | Rodney Gardiner   | Kálloy Molnár Péter    |
| David      | Jonathan Del Arco | Mesterházy Gyula       |

### Magyar változat
- Magyar szöveg: Simon Nóra
- Hangmérnök: Erdélyi Imre
- Vágó: Kránitz Bence
- Gyártásvezető: Újréti Zsuzsa
- Szinkronrendező: Egyed Mónika
- Produkciós vezető: Felföldi Anna

A szinkront az Iyuno Hungary készítette.

## Epizódok
| Sor. | Év. | Cím                                            | Rendező         | Író                                       | Premier           |
| ---- | --- | ---------------------------------------------- | --------------- | ----------------------------------------- | ----------------- |
| 1.   | 1.  | Első ízek (First Tastes)                       | Nzingha Stewart | Attica Locke és Tembi Locke               | 2022. október 21. |
| 2.   | 2.  | Hús és csont (Carne e Ossa)                    | Nzingha Stewart | Amy Wang                                  | 2022. október 21. |
| 3.   | 3.  | Villa, seprű, süti (A Villa. A Broom. A Cake.) | Nzingha Stewart | Tembi Locke, Jason Coffey és J.J. Braider | 2022. október 21. |
| 4.   | 4.  | Keserű mandula (Bitter Almonds)                | Dennie Gordon   | Marguerite MacIntyre                      | 2022. október 21. |
| 5.   | 5.  | Kibékülés (Bread and Brine)                    | Dennie Gordon   | Joshua Allen                              | 2022. október 21. |
| 6.   | 6.  | Örökség (Heirlooms)                            | Dennie Gordon   | Jason Coffey                              | 2022. október 21. |
| 7.   | 7.  | Ami ezután jön (Between the Fire and the Pan)  | Nzingha Stewart | Marguerite MacIntyre                      | 2022. október 21. |
| 8.   | 8.  | Utóízek (Aftertastes)                          | Nzingha Stewart | Attica Locke, Tembi Locke és Joshua Allen | 2022. október 21. |

## A sorozat készítése
A sorozatot 2019. november 7-én jelentették be, melynek főszereplője és vezető producere Zoë Saldana lett. A sorozatot Attica Locke és Tembi Locke készítette.

### Forgatás
A forgatás 2021. április 5-én kezdődött Los Angelesben, majd júliusban az Firenzébe költözött. A forgatás 2021. augusztus 7-én ért véget Cefalùban.